# Joan Ventura i Solé
Joan Ventura i Solé   (Valls, 16 d'abril de 1918 - Valls, 1994) fou un periodista, escriptor i polític català.

## Biografia
De 1936 a 1939 fou secretari d'organització de les JSUC a l'Alt Camp. Durant la guerra civil espanyola s'allistà com a voluntari en la 27a Divisió i en la 43a Divisió al front d'Aragó, lluitant a Osca, Bielsa i en la batalla de l'Ebre. En acabar la guerra fou fet presoner pels franquistes i condemnat en consell de guerra a dos anys de presó, que passà a la presó de Pilats, i tres anys al Batallón Disciplinario de Trabajadores Penados, amb destinació al protectorat espanyol al Marroc.
En complir la pena va fer estudis de comptabilitat i treballà com a agent de vendes i publicitari en una empresa metal·lúrgica. Alhora va col·laborar a les publicacions Catalunya-Exprés (1961-1962), Tele-Exprés (1966-1968), Tele/Estel (1966-1970), Mestral de Reus (1979) i Cultura de Valls (1935-1984). També va publicar el 1968 l'estudi Història d'una imatge a l'Institut d'Estudis Vallencs, del que en fou president del 1964 al 1978, i el 1963 fou vocal d'Òmnium Cultural a la comarca.
Ha estat vinculat a la Colla Joves Xiquets de Valls, de la que el 1988 en fou director de la revista Foc Nou i ha escrit nombrosos articles de temàtica vallenca. Ha estat regidor de l'Ajuntament de Valls (1979-1983), diputat per Convergència i Unió a les eleccions al Parlament de Catalunya de 1980 i president de la Diputació de Tarragona el 1982-1983.
El 1995 la Colla Joves Xiquets de Valls va crear un premi periodístic amb el seu nom.

## Obres
- Presó de Pilats: Tarragona, 1939-1941 : apunts sobre la repressió de la postguerra a les comarques tarragonines (1993)
- La postguerra a Valls (1939-1940): avaluació històrica dels primers temps (1993)
- El Meu diari de guerra, 1937-1939 (1987)
- Centenari de l'arribada del Ferrocarril Valls-Vilanova-Barcelona (1982)
- La Guerra Carlista dels Set Anys
- Monografies vallenques
- La Parroquial església de Sant Joan
- Els primers temps del futbol a Valls
- Robert Gerhard Ottenwaelder, un vallenc universal (1978)
- El monjo de Santes Creus Miquel Mestre i Gasset (1972)
- Presència del Pati i el Castell a la Història de Valls (1976)
- Viatge urgent a la història de Valls (1978)
- Manuel Gonzàlez i Alba —una vida per a Catalunya (1979)
- Un vot de fidelitat vallenca (1980)
- Cercavila —un altre conte vallenc' (1981)